# DKR Engineering
DKR Engineering (dawniej: Sangari Team Brazil) – luksemburski zespół wyścigowy, założony w 2004 roku przez Kendy Janclaesa. Obecnie zespół startuje w European Le Mans Series, 24-godzinnym wyścigu Le Mans oraz w Blancpain Endurance Series. W przeszłości ekipa pojawiała się także w stawce FIA GT1 World Championship oraz FIA GT Championship.